# 最后机会岩
最后机会（Last Chance）是一块层状岩石露头，2004年3月，由火星探测漫游者”机遇号”在火星的珍珠湾区（MC-19）内所发现，该岩石就位于探测车在子午线高原着陆点附近的露头内。
从探测车传回的图像中，显示了一种称为“涟漪”的交错层理地质特征。在该岩石底部，可看到岩层向右下方倾斜，这些倾斜层的层理只有1到2厘米（0.4到0.8英寸）厚。在岩石右上角，岩层也向右倾斜，但呈现出略微“上凹”的几何形状，这两个特征—纤薄和交错分层的层理与可能的凹面几何结构相结合，显示出带有蜿蜒波浪线的小涟漪。虽然风也能产生波浪纹，但它们很少有弯曲的波浪线，也不会形成尺寸如此小的陡峭倾斜层。对这些涟漪最可能的解释是，它们形成于流水之中。

## 另请查看
- 火星岩石列表